# Alfabeto cirílico mongol
El alfabeto cirílico mongol (en mongol: Монгол Кирилл үсэг Mongol Kirill üseg o Кирилл цагаан толгой Kirill tsagaan tolgoi), conocido también como alfabeto mongol moderno o nuevo alfabeto mongol (en mongol: Шинэ үсэг) es el sistema para escribir el dialecto estándar del idioma mongol en Mongolia. Fue introducido en 1946 por el gobierno de la República Popular de Mongolia para reemplazar el antiguo sistema: el alfabeto mongol clásico. No se usa en la Región Autónoma de Mongolia Interior, donde sigue empleándose el alfabeto tradicional.

## Historia
El alfabeto cirílico mongol es el más joven de los alfabetos mongoles. Está basado en el alfabeto cirílico; es casi idéntico que el alfabeto ruso, con excepción de las letras Ө ө ⟨ö⟩ y Ү ү ⟨ü⟩, ausentes en el mismo.
Fue introducido en 1946 por el gobierno de la República Popular de Mongolia bajo las influencias soviéticas, después de un breve periodo cuando el alfabeto oficial del mongol fue el latino. Después de la revolución democrática de Mongolia se estaba planteando reintroducir el alfabeto latino reemplazando así el cirílico, pero eso no pasó. El alfabeto cirílico se volvía cada vez más popular, estaba siendo enseñado en la educación primaria y secundaria en el país.
En marzo de 2020, el gobierno de Mongolia anunció planes para utilizar tanto el alfabeto cirílico como la escritura mongola tradicional en los documentos oficiales para 2025. A partir de 2030 solo será de uso oficial el alfabeto mongol tradicional, terminando así con el alfabeto cirílico impuesto por la Unión Soviética a Mongolia desde 1946.

## Letras
Se muestran entre paréntesis los sonidos prestados.
| N.º | Cirílico | Nombre           | AFI            | ISO 9 | Romanización estándar (MNS 5217:2012) | Biblioteca del Congreso |
| --- | -------- | ---------------- | -------------- | ----- | ------------------------------------- | ----------------------- |
| 1   | Аа       | а                | a              | а     | а                                     | а                       |
| 2   | Бб       | бэ               | p, pʲ          | b     | b                                     | b                       |
| 3   | Вв       | вэ               | w̜, w̜ʲ          | v     | v                                     | v                       |
| 4   | Гг       | гэ               | ɡ, ɡʲ, ɢ       | g     | g                                     | g                       |
| 5   | Дд       | дэ               | t, tʲ          | d     | d                                     | d                       |
| 6   | Ее       | е                | ji~jө          | e     | ye                                    | e                       |
| 7   | Ёё       | ё                | jɔ             | ë     | yo                                    | ë                       |
| 8   | Жж       | жэ               | tʃ             | ž     | j                                     | zh                      |
| 9   | Зз       | зэ               | ts             | z     | z                                     | z                       |
| 10  | Ии       | и                | i              | i     | i                                     | i                       |
| 11  | Йй       | хагас и          | i              | j     | i                                     | ĭ                       |
| 12  | Кк       | ка               | kʰ, kʲʰ, x, xʲ | k     | k                                     | k                       |
| 13  | Лл       | эл               | ɮ, ɮʲ          | l     | l                                     | l                       |
| 14  | Мм       | эм               | m, mʲ          | m     | m                                     | m                       |
| 15  | Нн       | эн               | n, nʲ, ŋ       | n     | n                                     | n                       |
| 16  | Оо       | о                | ɔ              | o     | o                                     | o                       |
| 17  | Өө       | ө                | ө~o            | ô     | ö                                     | ö                       |
| 18  | Пп       | пэ               | pʰ, pʰʲ        | p     | p                                     | p                       |
| 19  | Рр       | эр               | r, rʲ          | r     | r                                     | r                       |
| 20  | Сс       | эс               | s              | s     | s                                     | s                       |
| 21  | Тт       | тэ               | tʰ, tʰʲ        | t     | t                                     | t                       |
| 22  | Уу       | у                | ʊ              | u     | u                                     | u                       |
| 23  | Үү       | ү                | u              | ü     | ü                                     | ü                       |
| 24  | Фф       | фэ, фа, эф       | f, pʰ          | f     | f                                     | f                       |
| 25  | Хх       | хэ, ха           | x, xʲ          | h     | kh                                    | kh                      |
| 26  | Цц       | цэ               | tsʰ            | c     | ts                                    | ts                      |
| 27  | Чч       | чэ               | tʃʰ            | č     | ch                                    | ch                      |
| 28  | Шш       | ша, эш           | ʃ              | š     | sh                                    | sh                      |
| 29  | Щщ       | ща, эшчэ         | (ʃt͡ʃ)          | ŝ     | sh                                    | shch                    |
| 30  | Ъъ       | хатуугийн тэмдэг | none           | ʺ     | i                                     | ı                       |
| 31  | Ыы       | эр үгийн ы       | i              | y     | y                                     | y                       |
| 32  | Ьь       | зөөлний тэмдэг   | ʲ              | ʹ     | i                                     | i                       |
| 33  | Ээ       | э                | e~i            | è     | e                                     | ê                       |
| 34  | Юю       | ю                | jʊ, ju         | û     | yu                                    | iu                      |
| 35  | Яя       | я                | ja             | â     | ya                                    | ia                      |

La ү y la ө se escriben también a veces como ї y є respectivamente cuando el software o el teclado no admite estos símbolos.
Las vocales largas iniciales y las vocales completas no iniciales se escriben con letras dobles, mientras que las vocales cortas iniciales y las vocales epentéticas no iniciales se escriben con letras de una sola vocal. Por otra parte, cada vocal, excepto la у (u) y la ү (ü) pueden también representar schwa y en sílabas no iniciales. La palatalización está indicada por una и (i), el signo suave ь (') o por una е (ye), ё (yo), я (ya) y ю (yu) después de la consonante palatalizada. Estas últimas letras se pronuncian sin [y] en esa posición. La щ (shch) nunca se utiliza en las palabras de origen mongol, se utiliza únicamente en las palabras rusas que la contengan. La pronunciación actual de los mongoles que hablan únicamente el idioma mongol en las palabras prestadas es desconocida. La diferencia entre [e~i] puede ser dialectal, mientras que la diferencia entre [ө~o] es posicional.